# تیپ ۱۸۸ زرهی باراک

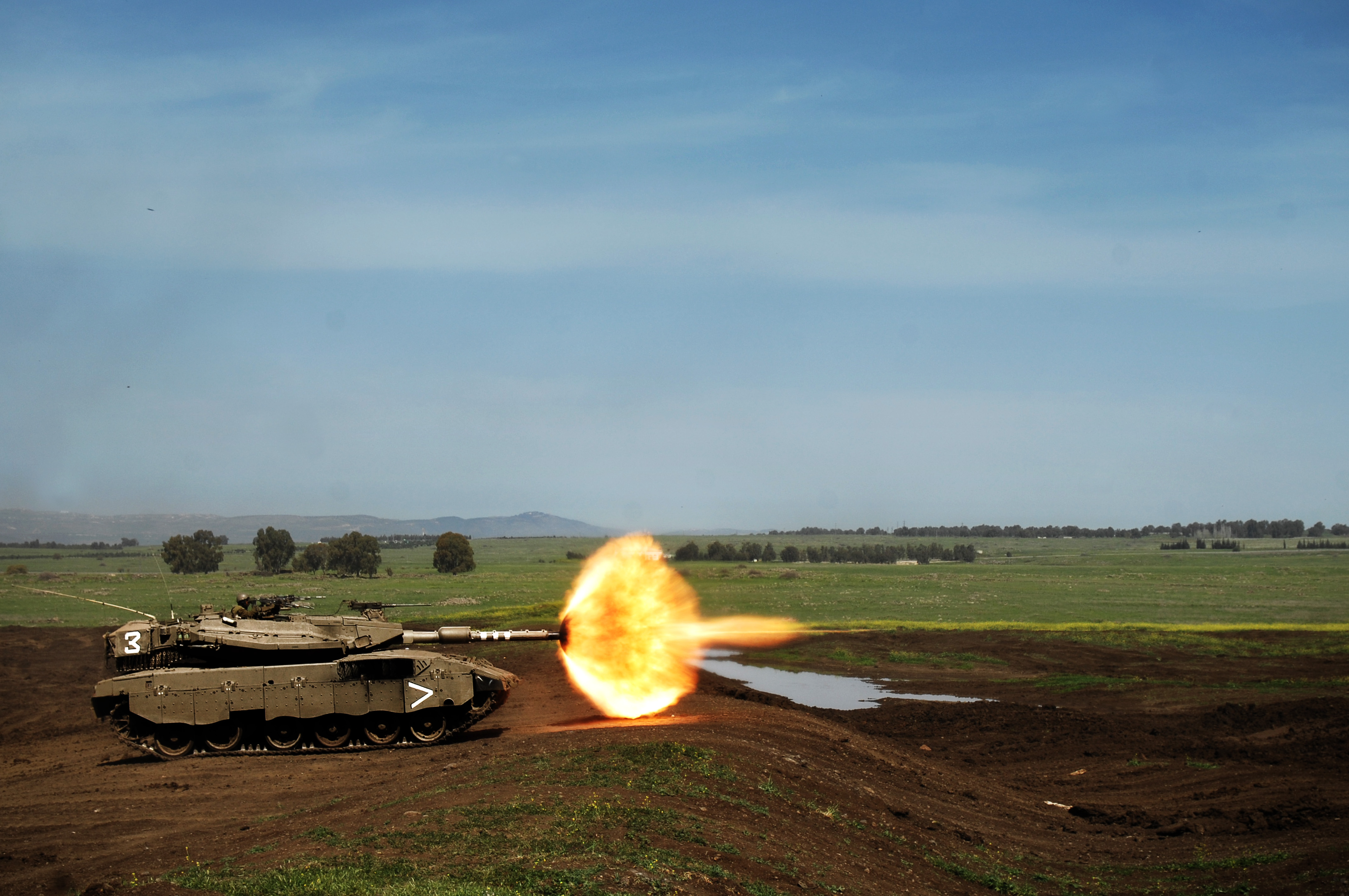
یک تانک تیپ ۱۸۸ زرهی باراک در حال آموزش در بلندی‌های جولان

تیپ ۱۸۸ زرهی باراک (انگلیسی: 188th Armored Brigade) یا تیپ باراک تیپ زرهی نیروی زمینی اسرائیل، زیرمجموعه فرماندهی شمالی و تحت امر سپاه زرهی اسرائیل است، که در سال ۱۹۶۷ تأسیس شد.
این تیپ در عملیات حیرام، جنگ شش‌روزه، جنگ یوم کیپور، جنگ ۱۹۸۲ لبنان، نبرد ۲۰۱۴ اسرائیل و غزه، حمله اسرائیل به سوریه، جنگ غزه و حمله اسرائیل به لبنان به‌عنوان یگان عمل‌کننده حضور داشت.
نشان تیپ زرهی باراک یک لوزی با حاشیه قرمز است که شمشیری را در پس‌زمینه‌ای آبی و سفید به تصویر می‌کشد و خط ساحلی حیفا را به تصویر می‌کشد. این تیپ سابقه‌ای طولانی دارد که به قبل از تأسیس کشور اسرائیل برمی‌گردد.
در سال ۱۹۹۰ این تیپ اولین یگانی بود که تانک اصلی جنگی مرکاوا مارک-۳ را به خدمت گرفت و تانک‌های قدیمی‌تر سنتوریون خود را به تدریج از رده خارج کرد. این تیپ در سال ۲۰۲۰ تانک مارک-۳ را برای توسعه تانک‌های مارک-۴ از رده خارج کرد.